# Ididiš
Ididiš war zwischen 2266 und 2206 v. Chr. erster šakkanakku (Statthalter) von Mari. Ihm wurde dieses Amt von Narām-Sîn von Akkad verliehen. Mehrere Votivgaben seiner Töchter erwähnen seinen Namen.